# Brinkman
Brinkman és una comunitat no incorporada i poble fantasma localitzat al Comtat de Greer, a l'estat d'Oklahoma, als Estats Units d'Amèrica. Queda a la part occidental de l'Oklahoma State Highway 34, a 14 quilòmetres de Mangum i dos quilòmetres a l'oest de la U.S. Route 283.

## Història
Brinkman va ser planejat el 1910 quan les estacions de ferrocarril de Wichita Falls i Northwest van ser esteses cap al nord des d'Altus. Brinkman va ser anomenat en honor del resident John Brinkman, un soci dels constructors de ferrocarril Joseph Kemp i Frank Kell, els quals van pagar les despeses del planejament. El poble estava envoltat de bons terrenys agriculturals, i les expectatives per la comunitat com a centre agricultural semblaven ser molt bones. Els primers pobladors bsucaven atreure més persones a través de tenir un bon sistema educatiu i activitats comercials. Una oficina de correus va ser oberta el 17 de juny del 1910. Un dipòsit de 12.000$ va ser emès per la construcció d'una escola. Un sistema d'escola secundària va ser desenvolupat també. L'any 1925 l'escola tenia més de 450 estudiants i 10 professors.
Brinkman va tenir el seu període de més gran importància durant els anys 1920. Va ser un centre comercial per blat i cotó. A més de les botigues, cafès i perruqueries, el poble tenia un banc, tres doctors, un hotel, un sistema de telèfons, i un sistema d'aigua. Gas natural per petroli va ser portat a la comunitat el 1927.
A finals del 1927 el banc del poble es va consolidar amb un de Mangum i va moure a aquella ciutat. El 1927 le període Dust Bowl va començar, i va durar uns cinc anys, resultant en la consolidació de granges i la migració de persones de l'àrea. Durant l'estiu del 1929 un foc va destriur la part septentrional del centre de negocis de Brinkman, el qual incloïa botigues i cafès, una perruqueria, l'Odd Fellows Hall, i l'edifici del banc. Des de la Gran Depressió va començar, gairebé cap dels negocis van reobrir.
Després, la State Highway 34 passava el poble una milla a l'est. Des dels mitjans dels anys 1930 l'economia del poble va ser continu. Les instal·lacions del poble ja no existeixen.
El 30 de desembre del 1965 l'oficina de correus va ser tancada. L'edifici de l'escola va ser destruït i el districte de l'escola va ser consolidat en un altre districte més gran. El 1972 les vies de tren van ser abandonades, i el 1974 les vies van ser destruïdes.
L'any 1980 només hi havia uns quants residents. Avui en dia Brinkman és considerat un poble fantasma.

## Geografia
Brinkman es localitza a una altitud de 516 metres.